# 64 Водолея
64 Водолея (лат. 64 Aquarii, HD 214572) — одиночная звезда в созвездии Водолея на расстоянии приблизительно 312 световых лет (около 96 парсеков) от Солнца. Видимая звёздная величина звезды — +6,93m. Возраст звезды оценивается как около 2,63 млрд лет.

## Характеристики
64 Водолея — жёлтый карлик или субгигант спектрального класса G2/3IV/V. Масса — около 1,45 солнечной, радиус — около 2,78 солнечных, светимость — около 13,133 солнечных. Эффективная температура — около 5926 К.